# Haus Frankreich-Évreux
Das Haus Frankreich-Évreux war eine Nebenlinie der Familie der Kapetinger, deshalb ist auch die französische Bezeichnung Maison capétienne d’Évreux-Navarre. Sie stammt von Ludwig von Frankreich (* 1276, † 1319) ab, einem jüngeren Bruder des Königs Philipp IV. (* 1268, † 1314), dem dieser 1298 unter anderem die Grafschaft Évreux als Apanage übergab.
Ludwigs Sohn Philipp (* 1301, † 1343) trat nach dem Tod seines Vetters Karl IV., König von Frankreich und König von Navarra, 1328 als Philipp III. dessen Nachfolge in Navarra an, obgleich er kein Nachkomme der navarresischen Könige war – ein Missstand, der im Jahr darauf durch seine Ehe mit Johanna II. von Navarra (* 1312, † 1349), der rechtmäßigen Erbin, der aber das Königreich bislang vorenthalten worden war, „geheilt“ wurde.
Über Karl II. (König 1343–1387) gelangte die Krone Navarras an Karl III. (König 1387–1425), der ohne männliche Erben starb; seine Tochter und Erbin Blanche von Navarra starb 1441 und mit ihr die Linie Évreux.
Nach ihrem Tod behielt ihr zweiter Ehemann, Johann von Aragón die Herrschaft über Navarra bis zu seinem Tod 1479, bevor die gemeinsame Tochter des Paares, Eleonore, den Thron für wenige Wochen erbte. Ihr eigener Tod brachte Navarra dann nacheinander durch Erbfolge an das Haus Grailly (1479–1517), die Familie Albret (1484–1572) und die Bourbonen (ab 1555), die mit Heinrich IV. den nördlich der Pyrenäen gelegenen Teil Navarras (der Teil südlich der Pyrenäen war 1512 an Aragón verloren gegangen) endgültig mit Frankreich vereinigte.

Verwandtschaftsverhältnisse

## Stammliste

### Die Linie Navarra
1. Ludwig (Louis), * Mai 1276, † 19. Mai 1319 in Paris, 1298 apanagierter Graf von Évreux, Étampes, Beaumont-le-Roger, Meulan und Gien, 1316 Graf von Longueville, Januar 1317 Pair von Frankreich, begraben in Saint-Jacques in Paris; 
⚭ Anfang 1301 Margarete von Artois, * wohl 1285, † 24. April 1311, Tochter von Philipp von Artois, Herr von Conches-en-Ouche, Herrin von Brie-Comte-Robert, begraben in Saint-Jacques in Paris (Haus Frankreich-Artois) – Vorfahren siehe Stammliste der Kapetinger
  1.  Philipp III. der Weise (le Sage), * 1301, † 16. September 1343 in Jerez de la Frontera, 1319 Graf von Évreux etc., Pair von Frankreich, 1325 Graf von Angoulême, Longueville, und Mortain, 1328 König von Navarra, bestattet in der Kathedrale von Pamplona;
⚭ 9. Oktober 1329 auf Schloss Conflans Johanna II. (Jeanne II.), * 28. Januar 1312, † 6. Oktober 1349 auf Schloss Conflans, 1316/18 und 1328/29 Königin von Navarra, 1316/35 Pfalzgräfin von Champagne, Gräfin von Brie, Bigorre etc., Tochter von Ludwig X., König von Frankreich (Stammliste der Kapetinger) und Margarete von Burgund (Älteres Haus Burgund), bestattet in der Basilika Saint-Denis
    1. Maria, * wohl 1330, † 29. April 1347 wohl in Valencia, Infantin von Navarra;
⚭ 25. Juli 1338 in Alagón Peter IV. (Pedro IV.), König von Aragón, † 5. Januar 1387 in Barcelona (Haus Barcelona).
    2. Blanka, * wohl 1331, † 5. Oktober 1398 in Neaufles-Saint-Martin[1], Infantin von Navarra, bestattet in der Basilika Saint-Denis;
⚭ 29. Januar 1350 in Brie-Comte-Robert Philipp VI., 1328 König von Frankreich, † 22. August 1350 in Nogent-le-Rotrou, bestattet in der Basilika Saint-Denis (Stammliste der Valois).
    3.  Karl II. der Böse (Charles II. le Mauvais), * 9. Oktober 1332 in Évreux, † 1. Januar 1387 in Pamplona, 1343 König von Navarra, Graf von Évreux etc., 1354 Graf von Beaumont-le-Roger, 1365 Baron von Montpellier, Pair von Frankreich, bestattet in der Kathedrale von Pamplona;
⚭ Februar 1353 in Vivier-en-Brie Johanna von Frankreich, * 24. Juni 1343 auf Burg Châteauneuf-sur-Loire, † 3. November 1373 in Évreux, Tochter von Johann II., König von Frankreich (Haus Valois), Witwe von Heinrich II., Herzog von Brabant und Limburg (Reginare)
      1. Maria, * wohl 1360, † nach 1400;
⚭ nach 1394 Alfonso de Aragón, 2. Herzog von Gandía, † 29. November 1425[2] (Haus Barcelona)
      2.  Karl III. (Charles III.), * 1361 in Mantes-la-Jolie, † 8. September 1425 in Olite, 1387 König von Navarra, 1387/1404 Graf von Évreux, 1404 Herzog von Nemours, Pair von Frankreich, bestattet in der Kathedrale von Pamplona;
 ⚭ 27. Mai 1375 in Leria Eleonora Infantin von Kastilien, † 5. März 1416 in Pamplona, Tochter von Heinrich II. König von Kastilien, bestattet in der Kathedrale von Pamplona (Haus Burgund-Ivrea, Haus Trastámara)
        1. Johanna (Jeanne), * wohl 1386, † Juli 1413;
⚭ 12. November 1402 Jean I. de Grailly, 1426 Graf von Foix und Bigorre etc., † 4. Mai 1436 in Mazères, (Haus Grailly)
        2. Maria, * wohl 1388, † vor 8. September 1425 in Pamplona
        3. Margareta (Marguerite), * wohl 1390, † September 1403/25
        4. Blanka (Blanche) II., * wohl 1391, † 3. April 1441 in Santa María la Real de Nieva, 1402 Principesa de Viana, 1409/19 Regentin von Sizilien, 1425 Königin von Navarra, Herzogin von Nemours, Pair von Frankreich, bestattet in der Minoritenkirche in Tudela;
⚭ I 26. November 1401 Martin I., Infant von Aragón, 1401 König von Sizilien, † 25. Juli 1409 in Cagliari, dort auch bestattet (Haus Barcelona);
⚭ II 5. November 1419 Olite / 18. Juni 1420 Peñafiel Johann (Juan) II., 1398 Herzog von Peñafiel, 1412 Infant von Aragón, 1425 König von Navarra, 1458 König von Aragón, Sizilien, Valencia und Mallorca, Graf von Barcelona, Ritter des Ordens vom Goldenen Vlies, † 19. Januar 1479 in Barcelona, bestattet im Monestir de Santa Maria de Poblet[3] (Haus Trastámara)
        5. Beatrix, * wohl 1392, † vor 1415; ⚭ 14. September 1406 in Pamplona Jakob II. von Bourbon, 1393 Graf von La Marche, 1415 Titularkönig von Neapel und Jerusalem, † 24. September 1438 in Besançon, dort auch bestattet (Bourbonen)
        6. Isabella, * wohl 1395 ;
⚭ 1419 Jean IV., 1418 Graf von Armagnac, † 14. Oktober 1450 / 12. Mai 1451 (Haus Lomagne)
        7. Karl (Carlos), * 15. August 1397 in Pamplona, † 12. August 1402, Prinz von Viana, bestattet in der Kathedrale von Pamplona
        8. Ludwig (Luis), * April 1402 in Olite, † 14. Oktober 1402, Prinz von Viana, bestattet in der Kathedrale von Pamplona
        9. (unehelich, Mutter: Maria Miguel de Esparza[4]) Lancelot Bâtard de Navarre, † 8. Oktober 1402 in Olite, Bischof von Pamplona, Patriarch von Alexandrien
          1. (unehelich, Mutter unbekannt) Margerida, † vor 1428; ⚭ 1424 Gracian de Gramont, Seigneur de Haux, d’Olhaïby, de La Salle, de Chéraute, de Bideren et de Beriáin, Ricohombre de Navarra, † 28. Juni 1469 (Haus Dax)

        10. (unehelich, Mutter: Maria Miguel de Esparza) Godfredo, 1. Conde de Cortez, Marschall von Navarra ;
⚭ Teresa de Avellano
          1. Blanca, Señora de Lodosa y Bunel ;
⚭ Pedro Gonzalez Hurtado de Mendoza, Señor de Almazán y Monteagudo

        11. (unehelich, Mutter: Maria Miguel de Esparza) Juana Bâtarde de Navarre ;
⚭ I Inigo Ortiz de Zuniga, † 1420 ;
⚭ II 1424 Luis I. de Beaumont, 1424 1. Conde de Lerin, † 1462 in Madrid (siehe unten)
        12. (unehelich, Mutter: Maria Miguel de Esparza) Tochter Bâtarde de Navarre (vielleicht: Eleonore de Floyon, † nach 1420);
⚭ um 1416 Ludwig von Bayern (vielleicht Ludwig Kastellan von Escaudœuvres, † nach 1435, unehelicher Sohn von Wilhelm VI., Herzog von Bayern-Straubing, Graf von Holland) (Wittelsbacher)
        13. (unehelich, Mutter: Maria Miguel de Esparza) Leonel, † nach 1441
        14. (unehelich, Mutter: Maria Miguel de Esparza) Maria, Nonne

      3. Bona, * wohl 1364, † vor 1389
      4. Peter (Pierre), * 31. März 1366 in Évreux, † 29. Juli 1412 in Bourges, 1407 Graf von Mortain, bestattet im Kartäuserkloster Paris;
⚭ August 1411 Catherine d’Alençon, zu Caniel, * in Verneuil wohl 1380, † 25. Juni 1462 in Paris, Tochter von Peter II. Graf von Alençon, bestattet in der Abtei Sainte-Geneviève (Haus Valois-Alençon), sie heiratete in zweiter Ehe 1413 Ludwig VII., Herzog von Bayern-Ingolstadt, † 1447 (Wittelsbacher)
        1.  ? (unehelich, Mutter: NN Perez de Peralta, Tochter von Pedro Martinez de Peralta[5]) Pedro Perez de Peralta, 1403 bezeugt, † 1451, Senor de Peralta y Andosilla, Pair von Navarra; ⚭ Juana de Ezpeleta
          1. Juana, * 1413 ;
⚭ (Ehevertrag vom 13. Januar 1438) Felipe I. Bâtard de Navarre, 2. Visconde de Muruzábal, Señor de Cortez, † 1450
          2. Pedro, * wohl 1420, † 1492, Señor de Peralta 1. Conde de Santisteban de Lerin, Pair von Navarra;
⚭ I 27. Dezember 1440 in Tafalla Anna von Brabant, † nach 9. Juli 1455, „Base“ von Louis de Luxembourg, Graf von Saint-Pol († 1475), wohl uneheliche Tochter von Anton von Burgund, Herzog von Brabant (Haus Burgund);
⚭ II 18. Juni 1462 Isabelle de Foix, † 1504, Tochter von Gaston I. de Foix-Grailly Captal de Buch (Haus Grailly) und Marguerite d’Albret (Haus Albret), Witwe von Jacques de Pons, Vizegraf von Turenne
            1. (I) Isabella, Señora de Morillo y Peralta;
⚭ Juan Enriquez de la Carra y Navarra (Haus Blois)
            2. (II) Anna;
⚭ 28. März 1485, geschieden 22. Februar 1494, Jacques de Foix de Grailly, Infant von Navarra, Conde de Cortez y Montfort, Vizekönig von Navarra, † 1500 (Haus Grailly)

      5. Philipp (Felipe), * wohl 1368, † jung
      6. Johanna (Juana, Jeanne), * wohl 1370, † 10. Juli 1437 in Havering (Essex), bestattet in Canterbury ;
⚭ I 2./11. September 1386 in Soillé bei Guérande Johann V. (Jean V.), 1364 Herzog von Bretagne, † 2. November 1399 in Nantes, dort auch bestattet (Haus Frankreich-Dreux);
⚭ II 8. Februar 1403 in London Heinrich IV. (Henry IV.), 1399 König von England, † 20. März 1413 in Westminster, bestattet in Canterbury (Haus Lancaster)
      7. Blanka, * wohl 1372, † in Olite wohl 1385
      8. (unehelich, Mutter: Catalina de Lizaso[6]) Leonel Bâtard de Navarre, * wohl 1378, † 1413, Señor de Cortez, 1407 1. Visconde de Muruzábal, Marschall von Navarra ;
⚭ Elfa (Epifania) de Luna – Nachkommen siehe unten
      9. (unehelich, Mutter: Catalina de Lizaso) Blanca (Juana) Bâtarde de Navarre, * wohl 1385, † Juli 1413 ;
⚭ 12. November 1402 Jean I., 1413 Graf von Foix und Béarn, 1426 Graf von Bigorre, † 4. Mai 1436 in Mazères (Haus Grailly)

    4. Agnes, * wohl 1334, † wohl 1400, Infantin von Navarra;
⚭ 4. August 1349, getrennt 1373, in Paris Gaston III., 1343 Graf von Foix, souveräner Graf von Béarn etc., † 1. August 1391 in Orthez (Haus Comminges).
    5. Philipp, * wohl 1336, † 29. August 1363 in Vernon, Infant von Navarra, 1353 Herr zu Cassel, 1361 Graf von Longueville, bestattet in der Minoritenkirche Paris;
⚭ 1352/53 Jolanthe von Flandern, * wohl 1331, † 12. Dezember 1395, Erbin von Marle, Cassel, Dünkirchen, Bourbourg, Gravelines, Nieppe, Montmirail etc., 1363 Baronesse de Nogent-le-Rotrou, Tochter von Robert von Flandern, Comte de Marle, Herr zu Cassel (Haus Dampierre), Witwe von Heinrich IV., Graf von Bar (Haus Scarponnois), bestattet in Bar-le-Duc
    6. Johanna (Juana), * wohl 1338, † 3. Juli 1387 als Nonne in Longchamp, Infantin von Navarra
    7. Johanna (Juana), * wohl 1339, † 20. November 1403, Infantin von Navarra
⚭ 1373 Jean I. de Rohan Vicomte de Rohan, 1395 bezeugt (Haus Rohan)
    8. Ludwig (Louis), * wohl 1341, † 1376[7] in Apulien, Infant von Navarra, Graf von Beaumont-le-Roger wohl 1364, Seigneur d’Anet, 1364 Statthalter von Französisch-Navarra, bestattet in Neapel;
⚭ I 1358 Maria de Lizarazu (die Ehe wurde von König Karl II. nicht anerkannt, daher gelten die Nachkommen als illegitim[8]);
⚭ II 1366 in Italien Johanna von Sizilien, * wohl 1344, † 1387 nach dem 20. Juli, 1362/68 Herzogin von Durazzo, Tochter von Karl (Carlo), Herzog von Durazzo (Haus Anjou), bestattet in San Lorenzo Maggiore in Neapel, sie heiratete in zweiter Ehe um 1376 Robert d’Artois, 1387 comte d’Eu, † 20. Juli 1387 (Haus Frankreich-Artois) – Nachkommen siehe unten

  2. Marie, * wohl 1303, † 31. Oktober 1335, bestattet in Brüssel;
⚭ 1311, wohl um den 19. Juli,  Johann III. Herzog von Brabant und Limburg, † 5. Dezember 1355 in Brüssel, bestattet im Kloster Villers-la-Ville (Reginare)
  3.  Karl von Évreux (Charles d’Évreux), * 1305, † 1336, 1319 Graf von Étampes, Seigneur de Dourdan, de Gien, et d’Aubigny, 1327 Pair von Frankreich ;
⚭ April 1335 in Poissy Maria de la Cerda, Erbin von Lunel, * wohl 1310, † 19. November 1379, Tochter von Ferdinand II. de la Cerda, Infant von Kastilien (Haus Burgund-Ivrea), und Juana de Lara (Haus Lara), bestattet in Saint-Jacques in Paris (Haus Burgund-Ivrea).
    1. Ludwig II., * wohl Anfang 1336, † 6. Mai 1400 in Paris, 1336 Graf von Étampes und Gien, Seigneur de Dourdan et de Gallardon, d’Aubigny, de Beaufort, de Soleines et de Lunel, Pair von Frankreich, Herr von Lara, Titulargraf von Biskaya, bestattet in der Basilika Saint-Denis;
⚭ 16. Januar 1357 Johanna von Eu (Jeanne d’Eu), zu Château-Chinon, Dracy, Orover, Les Places, Beauche, Toussy, Huran, und Hormes, † 6. Juli 1389 in Sens, Tochter von Raoul I. de Brienne, Graf von Eu, Connétable von Frankreich, Witwe von Gautier VI. de Brienne, Herzog von Athen, Connétable von Frankreich, bestattet in der Basilika Saint-Denis (beide: Haus Brienne)
    2. Jean, * posthumus (wohl Ende 1336), † nach 1373 in Rom

  4. Margarete (Marguerite), * wohl 1307, † 1350, bestattet in Boulogne-sur-Mer;
⚭ 1325 Wilhelm XII. (Guillaume XII.), 1326 Graf von Auvergne und Boulogne, † 6. August 1332 (Haus Auvergne)
  5. Johanna, * wohl 1310, † 4. März 1371 in Brie-Comte-Robert, bestattet in der Basilika Saint-Denis;
⚭ 5. Juli 1325 wohl in Paris Karl IV. (Charles IV.) König von Frankreich und (als Karl I.) König von Navarra, † 1. Februar 1328 auf Schloss Bois-de-Vincennes, bestattet in der Basilika Saint-Denis (Kapetinger)

### Die Linie Muruzábal
1. Leonel Bâtard de Navarre, * wohl 1378, † 1413, Señor de Cortez, 1407 1. Visconde de Muruzábal, Marschall von Navarra ;
⚭ Elfa (Epifania) de Luna – Vorfahren siehe oben
  1. Felipe, † klein
  2. Juanico, † klein
  3. Lenora ;
⚭ 1417 Ferran Martinez de Ayanz, Señor de Mendinueta y Guenduláin
  4. Angles(ol)a, † 1439 nach 17. Februar ;
⚭ 1428 Gracian de Gramont, Ritter, Seigneur de Haux, d’Olhaïby, de La Salle, de Chéraute, de Bideren et de Beriáin, Ricohombre de Navarra, † 28. Juni 1469 (Haus Dax)
  5. Maria ;
⚭ Tristan de Luxe, Ritter, Seigneur et Baron de Luxe, d’Ostabat, de Lantabat, d’Ahaxe et de Tardets, Ricohombre de Navarra
  6. (unehelich, Mutter : Maria Juan) Felipe Bâtard de Navarra, * 1410, † 1450, 1413 2. Vizconde de Muruzábal y Valle de Ilzarbe, Señor de Cortez, Marschall von Navarra ;
⚭ (Ehevertrag vom 13. Januar 1438) Juana de Peralta y Ezeleta, * 1413, Tochter von Pedro Perez de Peralta und Juana de Ezpeleta (siehe oben)
    1. Pedro I., † ermordet 3. Dezember 1471, 3. Vizconde de Muruzábal, Señor de Cortez, Marschall von Navarra ;
⚭ Inez Enriquez de la Carra, Tochter von Juan Enriquez de la Carra, Señor de Ablitas
      1. Felipe II., † ermordet 1480, 1471 4. Vizconde de Muruzábal, Señor de Cortez, Marschall von Navarra
      2. Pedro II., † erschossen 1523 in Simancas, 1480 5. Vizconde de Muruzábal etc. ;
⚭ 1498 Mayor de la Cueva, Tochter von Beltrán de la Cueva, 1. Herzog von Alburquerque (Haus La Cueva), und Mencia de Mendoza
        1. Pedro III., * wohl 1499, † 1566 in Toledo, 1523 6. Vizconde de Muruzábal etc., 1539 1. Marqués de Cortez ;
⚭ 1526 Ladrona Enriquez de la Carra, Tochter von Juan Enriquez de la Carra, Señor de Ablitas
          1. Jeronima, † vor 1579, 1566 2. Marquesa de Cortez, 7. Vizcondesa de Muruzábal;
⚭ I 1554 Juan de Benavides, † 1563 ;
⚭ II 1565 Martin Fernandez de Cordoba
          2. (unehelich, Mutter unbekannt) Pedro Bâtard de Navarra ;
⚭ Isabella de Salazar – Nachkommen

        2. (unehelich, Mutter unbekannt) Francisco, † 1563, Erzbischof von Sevilla

      3. Alfonso, Abt von Oliva
      4. Juana, 1500/11 bezeugt;
⚭ um 1480 Ladron de Mauléon, Ritter, 1497 bezeugt, † vor 4. Februar 1500
      5. Juan;
⚭ Isabella de Peralta
        1. Antonio ;
⚭ Violanta Garcia
          1. Felipe ;
⚭ Maria de Luna
            1. Ana ;
⚭ Luiz de Molina y Salazar, Señor de Mármol

    2. Catalina ;
⚭ Juan II. de Ezpeleta, 2. Vizconde de Valle de Erro, 1462 1. Baron de Ezpeleta, † wohl 1471
    3. (unehelich, Mutter unbekannt) Maria ;
⚭ Carlos de Arellano, Señor de Avenjo

### Die Linie Beaumont
1. Ludwig (Louis), * wohl 1341, † 1376[7] in Apulien, Infant von Navarra, Graf von Beaumont-le-Roger wohl 1364, Seigneur d’Anet, 1364 Statthalter von Französisch-Navarra, bestattet in Neapel;
⚭ I 1358 Maria de Lizarazu (die Ehe wurde von König Karl II. nicht anerkannt, daher gelten die Nachkommen als illegitim[8]);
⚭ II 1366 in Italien Johanna von Sizilien, * wohl 1344, † 1387 nach dem 20. Juli, 1362/68 Herzogin von Durazzo, Tochter von Karl (Carlo), Herzog von Durazzo (Haus Anjou), bestattet in San Lorenzo Maggiore in Neapel, sie heiratete in zweiter Ehe um 1376 Robert d’Artois, 1387 comte d’Eu, † 20. Juli 1387 (Haus Frankreich-Artois) – Vorfahren siehe oben
  1. (I) Juana, getauft 2. September 1359 in Olite; ⚭ Pedro de Laxage, † nach 13. Februar 1392
  2. (I) Carlos (Charles) de Beaumont, * wohl 1361, † 1432, Seigneur de San Martín de Unx et de Beire, Connetable von Navarra ;
⚭ I Maria Ximenez de Urrea, Tochter von Juan, Señor de Atrosillo ;
⚭II 1407 Anne de Curton, Dame de Curton et de Guissens, Tochter von Arnaud, Seigneur de Curton, und Jeanne d’Albret, Dame de Guiche
    1. (I) Carlos, †klein
    2. (I) Juana, Señora de Gurrea
    3. (II) Luis I., † 1462 in Madrid, 1424 1. Conde de Lerín, Connetable von Navarra ;
⚭ 1424 Juana Bâtarde de Navarra, uneheliche Tochter von Karl III., König von Navarra, und Maria Miguel d’Esparza, Witwe von Inigo Ortiz de Zuniga (siehe oben)
      1. Luis II., * wohl 1430, † hingerichtet 1508 in Aranda (Aragón), 1462 2. Conde de Lerin, Marqués de Huesca, bestattet in Lerín;
⚭ 1468 in Tarragona Lenore Bâtarde d’Aragón, uneheliche Tochter von Johann II., König von Aragón (Haus Trastámara), und Leonor de Escobar
        1. Luis III., † 1530, 1508 3. Conde de Lerin, Connetable und Kanzler von Navarra;
⚭ 1486 Briande Manrique de Lara, Tochter von Pedro Manrique de Lara, 1. Duque de Nájera (Haus Manrique de Lara), und Guiomane de Castro y Acuna
          1. Luiz IV., † 9. Januar 1565, 1530 4. Conde de Lerin, Connetable von Navarra ;
⚭ Aldonza Folch de Cardona, Tochter von Fernando Ramon Folch de Cardona, 2. Duque de Cardona, Connetable und Admiral von Aragón (Haus Folch de Cardona), und Francisca Manrique de Lara (Haus Manrique de Lara)
            1. Briande, * wohl 1540, † 1588, 1565 5. Condesa de Lerin ;
⚭ 1565 Diego Alvarez de Toledo, † 11. Juli 1583, Sohn von Fernando Álvarez de Toledo, Herzog von Alba (Haus Álvarez de Toledo)
            2. Francisca ;
⚭ Luiz de Quinones, 5. Conde de Luna
            3. Maria

          2. Pedro ;
⚭ Maria de Corres, Tochter von NN, Señor de Agoncillo
            1. Catalina ;
⚭ Carlos Ayanz, Señor de Guenduláin

          3. Juan, † 1553
            1. (unehelich, Mutter unbekannt) Juan
            2. (unehelich, Mutter unbekannt) Claudio
            3. (unehelich, Mutter unbekannt) Felipe

          4. (unehelich, Mutter unbekannt) Luisa, Nonne
          5. (unehelich, Mutter unbekannt) Maria, Nonne

        2. Fernando I. – Nachkommen
        3. Catalina;
⚭ um 1495 Jacques de Grailly de Foix, Infant von Navarra, Comte de Montfort et de Cortez, Vizekönig von Navarra, † 1500 (Haus Grailly)
        4. Ana ;
⚭ Juan de Mendoza
        5. (unehelich, Mutter unbekannt) Luiz Juan de Viana-Beaumont, * Viana wohl 1450, † 1525;
⚭ Maria Navarro de Izpilicueta – Nachkommen
        6. (unehelich, Mutter unbekannt) Pedro

      2. Carlos, Erzdechant in Pamplona
      3. Felipe, † vor 1471 als Eremit
      4. Juan;
⚭ Luisa de Montreal d’Uturbie, Tochter von Juan und Maria, Señora d’Uturbie – Nachkommen: die Señores de Arazuri und Vizcondes de Mendinueta 
      5. Juana;
⚭ 1469 Jean II., Seigneur et Baron de Luxe, † 1477
      6. Ana, Erzieherin von Kaiser Karl V.;
⚭ Luiz de Peralta, Señor de Valiero
      7. Guillen, † nach 1466, Señor de Monteagudo;
⚭ um 1450 Violante de Gramont, Dame de Monteagudo, * 1430, † nach 1466, Tochter von Florestan I., Seigneur de Bardos et de Monteagudo, und Leonor Franger (Haus Dax) – Nachkommen: die Señores de Monteagudo
      8.  ? Enrique, Erzdechant zu Pamplona
      9.  ? Teobaldo
      10.  ? Maddalena;
⚭ Fernando de Alva

    4. (II) Juan, * wohl 1390, † nach 1455, Señor de Santa Cara, Seigneur de Béhorléguy;
⚭ Blanche, Bâtarde de Navarre
    5. (II) Juana ;
⚭ Charles d’Echaux, 15. Vizconde de Baïgorry
    6. (II) Catalina,
⚭ Juan Fernández de Hijar, 1465 1. Conde de Aliaga, 1483 1. Duque de Híjar (Haus Barcelona)
    7. (II) Clara,
⚭ 1445 Juan II., 1. Baron de Ezpeleta, 2. Vizconde de Valle de Erro, † wohl 1471
    8. (II) Guillen, Seigneur de Montagu
    9. (II) Isabella ;
⚭ Juan de Amezqueta
    10. (II) Tristan
    11.  ? (unehelich, Mutter unbekannt) Menaldo Bâtard de Beaumont, † vor 1432 – Nachkommen: die Marqueses de Santa Cara
    12.  ? (unehelich, Mutter unbekannt) Martin Bâtard de Beaumont, 1391 bezeugt, 1. Baron de Béhorléguy – Nachkommen